# STS-61-M
STS-61-M fou una missió proposada pel programa del transbordador espacial, planejada pel juliol del 1986 però cancel·lada després de l'accident del transbordador espacial Challenger (STS-51-L).
La càrrega útil havia de ser un dels satèl·lits TDRS. La tripulació hauria estat:
- Loren Shriver
- Bryan O'Connor
- Mark C. Lee
- Sally Ride
- William Fisher
- Robert Wood

El transbordador espacial de la missió hauria estat el mateix Challenger, si no hagués estat destruït.